# Can Mitjans
|  | Per a altres significats, vegeu «Can Mitjans de Guardiola». |

Can Mitjans és una urbanització que pertany al municipi d'Avinyonet del Penedès, entre Olesa de Bonesvalls i Avinyó Nou. Té 90 habitants. La urbanització es troba a 300 m d'altitud, situat al nord-oest del Parc Natural del Garraf i al sud de la Serra d'Ordal.